# D'eux
D'eux è il tredicesimo album in studio in lingua francese ed il ventunesimo in totale della cantante canadese Céline Dion, pubblicato da Sony Music il 30 marzo 1995 in Canada e il 3 aprile 1995 in Francia. È uscito in altri paesi nei mesi successivi; negli Stati Uniti, è stato pubblicato con il titolo The French Album. È stato preceduto dal singolo principale, Pour que tu m'aimes encore. L'album è stato principalmente scritto e prodotto dal cantautore francese Jean-Jacques Goldman. D'eux ottenne recensioni favorevoli da parte della critica e divenne l'album in lingua francese più venduto di tutti i tempi, con vendite di 12 milioni di copie.
Nel febbraio del 1994, Jean-Jacques Goldman, una delle maggiori star in Francia e solo all'inizio della sua amicizia con Céline, decise di scrivere un intero album per Céline incentrato sulla sua vita amorosa (Pour que tu m'aimes encore, Je sais pas e J 'attendais) e la sua vita professionale (Destin). L'album permette a Céline di esplorare nuovi stili musicali, tra cui il blues (Le ballet), il rock'n'roll (J'irai où tu iras), il rhythm'n'blues (Regarde-moi), il gospel (Prière païenne) il pop (Les derniers seront les premiers, Cherche encore) e la ballad (La mémoire d'Abraham). D'eux si conclude con la straziante Vole, una canzone dedicata alla nipotina di Céline, Karine, scomparsa a causa della Fibrosi cistica l'anno precedente.

## Antefatti, pubblicazione e contenuti
anche se le tue ore sono occupate dalle danze di qualcun altro...»
(Dal testo di Pour que tu m'aimes encore.)
D'eux ("(di) loro" oppure "riguardo a loro" un gioco di parole con deux, "due") è stato registrato nel Mega Studio di Parigi, in Francia, tra novembre e dicembre 1994.
Goldman scrisse undici tracce dell'album mentre una fu scritta da Erick Benzi: Cherche encore. Pour que tu m'aimes encore, Je sais pas e Vole sono state registrate in inglese e incluse, più tardi nell'album, Falling into You, rispettivamente con i seguenti nomi: If That's What It Takes, I Don't Know e  Fly. D'eux fu pubblicato il 30 marzo 1995 in Canada e il 3 aprile 1995 in Francia, mentre in altri paesi europei, fu lanciato tra aprile e novembre 1995 e negli Stati Uniti nel maggio 1995 (fu il primo album in francese della Dion ad essere pubblicato negli USA). D'eux è uscito anche nel gennaio 1996 in Nuova Zelanda e nell'ottobre successivo in Giappone. Il titolo dell'album di Cèline del 2007, D'elles, si riferisce a D'eux, fu pensato come versione specificamente femminile dell'album.

## Singoli
Il singolo apripista, Pour que tu m'aimes encore, fu pubblicato in Québec e in Francia nel marzo 1995. Successivamente fu lanciato in altri paesi, selezionati, del mondo. Il singolo ebbe molto successo nei paesi francofoni, scalò la classifica dei singoli in Francia, rimanendo in prima posizione per dodici settimane, mentre nel Belgio vallone rimase primo per quindici settimane consecutive. La canzone raggiunse la numero uno anche in Québec e vi rimase per quattro settimane. Divenne il singolo più venduto dell'anno 1995 sia in Francia che in Vallonia. Solo in Francia, Pour que tu m'aimes encore vendette quasi un milione di copie. La canzone ebbe successo anche in altri paesi, raggiungendo la top ten in Belgio (Fiandre comprese), nei Paesi Bassi e in Svezia. In particolare, raggiunse la settima posizione nel Regno Unito e la sesta in Irlanda, un risultato eccezionale per una canzone in lingua francese. Nella European Hot 100 Singles, il singolo raggiunse la quarta posizione.
Il secondo singolo, Je sais pas, uscì in Québec nel luglio del 1995, in Belgio in agosto e in Francia in ottobre dello stesso anno. Scalò le classifiche, rimanendo in prima posizione, di Francia (per sette settimane), di Belgio Vallonia (per due settimane) e del Québec (per quattro settimane). Nella European Hot 100 Singles, la canzone si posizionò alla posizione numero sette e divenne uno dei singoli più venduti in Francia e in Vallonia del '95, raggiungendo rispettivamente i numeri sei e nove delle classifiche di fine anno. In Francia, Je sais pas ha venduto oltre mezzo milione di copie.
Le ballet, quarto singolo dell'album, fu pubblicato in Francia nel gennaio 1996. Raggiunse il quinto posto nella classifica airplay e fu incluso nel lato-B del singolo successivo uscito in Francia, Falling into You. Grazie al successo di D'eux, le stazioni radio in Québec, iniziarono a suonare Destin nel gennaio 1996. La canzone passò per oltre otto mesi sulla Airplay Chart, raggiungendo il terzo posto. Nel maggio 1996, le stazioni radio iniziarono a suonare J'irai où tu iras, un duetto con Jean-Jacques Goldman. Questa canzone raggiunse il quattordicesimo posto nella classifica Airplay Chart del Québec. Tutti i singoli di D'eux sono stati inclusi nella raccolta dei più grandi successi del 2005 della Dion, On ne change pas.

## Promozione
Céline Dion promosse D'eux in televisione in Québec e in Francia a fine marzo e all'inizio di aprile 1995. A metà giugno 1995, eseguì Pour que tu m'aimes encore negli Stati Uniti su Good Morning America e al The Tonight Show. Queste furono le sue prime esibizioni di una canzone in lingua francese sulla televisione americana. Registrò anche l'esibizione di Pour que tu m'aimes encore a New York per il programma televisivo britannico di musica, Top of the Pops. Nel settembre del 1995, Céline intraprese il D'eux Tour, iniziando con i concerti in Québec. Successivamente, tra l'ottobre 1995 e il febbraio 1996, si esibì in oltre quaranta concerti in Europa. Gli spettacoli a Le Zénith de Paris sono stati registrati e pubblicati nell'album-live, Live à Paris e nell'home video Live à Paris, entrambi pubblicati nel 1996.

## Recensioni da parte della critica
D'eux ha ricevuto recensioni positive da parte della critica. Stephen Thomas Erlewine di AllMusic gli diede tre stelle su cinque. Egli notò che "il canto di Jean-Jacques Goldman, che ha scritto quasi tutte le canzoni dell'album, è straordinariamente simile al pop contemporaneo per adulti che ha ampliato il successo internazionale della Dion." Erlewine scrisse che "l'album è un disco pop per adulti ben costruito e divertente e, nel complesso, suona bene."

## Successo commerciale
D'eux è stato un enorme successo commerciale. È diventato l'album in lingua francese più venduto della storia, con vendite di dieci milioni di copie in tutto il mondo. In Francia, ha debuttato al primo posto ed è rimasto in cima alla classifica per un record di quarantaquattro settimane. Quando l'album successivo della Dion, Falling into You, uscì nel marzo del 1996, debuttò alla numero due mentre la posizione più alta era ancora occupata da D'eux. L'album superò la classifica di fine d'anno 1995 e di fine anno 1996 in Francia, dove scese alla quarta posizione. Nell'agosto del 1995, l'album fu certificato disco di diamante in Francia. Alla fine, vendette 4,5 milioni di copie e divenne l'album più venduto di tutti i tempi in Francia.
Nel Belgio Vallonia, D'eux ha trascorso trentasette settimane nella prima posizione della classifica, il disco divenne l'album più venduto del 1995. Scalò anche la classifica del Belgio nelle Fiandre per quattro settimane. Nel 1997, D'eux fu certificato sei volte disco di platino in Belgio ed è uno degli album più venduti di tutti i tempi in questo paese. In Svizzera, arrivò in cima alla classifica rimanendo per cinque settimane e divenne il secondo album più venduto dell'anno 1995 e l'album più venduto nel 1996. Nel 1998 fu certificato quattro volte disco di platino in Svizzera, diventando uno degli album più venduti di tutti i tempi nel paese. Scalò anche la classifica olandese per due settimane e fu certificato disco di platino. In Canada, l'album raggiunse la posizione numero ventinove, ottenendo sette dischi di platino nel 1997 per vendite di 700 000 copie.
Nonostante D'eux fosse un album in lingua francese, ha lasciato il segno ottenendo la certificazione in molti paesi di lingua non-francese. Nel Regno Unito, ha raggiunto la settima posizione, stabilendo un record per un album in francese. È stato certificato disco d'oro e ha venduto 250 000 copie. La Dion è diventata la prima e unica artista a ottenere la certificazione d'oro nel Regno Unito con una registrazione in lingua francese. Più tardi, ha ripetuto questo successo con S'il suffisait d'aimer. Anche negli Stati Uniti, dove è stato pubblicato come The French Album, ha venduto 300 000 copie. D'eux ha anche raggiunto la top-ten in Portogallo, Danimarca e Svezia. È stato anche certificato disco di platino in Polonia e disco d'oro in Nuova Zelanda. Nella European Top 100 Albums, l'album ha raggiunto la terza posizione e alla fine è stato certificato otto volte disco di platino dall'IFPI per vendite di otto milioni di copie in Europa.

## Riconoscimenti
Ai Juno Award del 1996, D'eux fu nominato in tre categorie: Album dell'Anno, Album più venduto (Straniero o Nazionale) dell'Anno e Album francofono più venduto dell'Anno. La Dion vinse in quest'ultima categoria, mentre fu anche nominata nella categoria Artista Femminile dell'Anno. Nel 1995, Céline fu candidata in sette categorie ai Félix Award, vincendo come Artista dell'Anno ad aver raggiunto il maggior successo fuori dal Québec, Album Pop/Rock dell'Anno (D'eux) e Canzone più popolare dell'Anno (Pour que tu m'aimes encore). Nel 1996 fu nuovamente candidata ai Félix Award, questa volta in otto categorie, vincendo sei premi: Artista dell'Anno ad aver raggiunto il maggior successo fuori dal Québec, Artista Femminile dell'Anno, Album più venduto dell'Anno (D'eux) e Show dell'Anno (D'eux Tour). Je sais pas è stata nominata nelle categorie: Canzone più popolare dell'Anno e Video dell'Anno. Inoltre, i due speciali televisivi di Cèline Dion: Céline Dion - D'eux e Céline Dion - spécial d'enfer sono stati nominati ai Gémeaux Award nel 1995 e nel 1996.
In Francia nel 1996, la Dion è stata nominata per tre Victoires de la Musique: Artista francofono dell'Anno, Canzone dell'Anno (Pour que tu m'aimes encore) e Miglior Video Musicale dell'Anno (Pour que tu m'aimes encore), vincendo nelle prime due categorie. Pour que tu m'aimes encore ha anche vinto il Radio France Internationale Award nel 1996 (Conseil Francophone de la chanson). Nel 1996, Céline ricevette la Médaille des Arts et Lettres (Medaglia delle Arti e delle Lettere)  per il miglior artista di lingua francese ad aver venduto di più nella storia. Lo stesso anno, vinse un World Music Award per il Miglior Artista canadese dell'Anno nel mondo.

## D'eux –15ème Anniversaire Edition
Per celebrare il 15º anniversario di D'eux, la Legacy Recordings pubblicò nel novembre 2009 in Europa e nel dicembre 2009 in Canada, D'eux – 15ème Anniversaire Edition. Il 27 novembre 2009 in Francia, l'album fu pubblicato con le tracce originali con l'aggiunta di tre demo degli archivi personali di Jean-Jacques Goldman (Pour que tu m'aimes encore, Le ballet, J'irai où tu iras) e due versioni strumentali di Vole e Pour que tu m'aimes encore. Contiene anche un open-disc con delle fotografie inedite di altre cover dell'album e un ascolto della versione alternativa di J'attendais con diversi testi di Goldman. Il bonus DVD include lo speciale televisivo di Sonia Benezra, Spécial Dimanche dell'aprile 1995, distribuito esclusivamente in Québec, dove la Dion interpretò Je sais pas, J'irai où tu iras in duetto con Goldman, Les derniers seront les premiers, Pour que tu m'aimes encore e Vole. Tra le canzoni, ci sono anche delle interviste con la Dion e Goldman. Il DVD comprende anche quattro video musicali: Pour que tu m'aimes encore, Les derniers seront les premiers, J'attendais e Je sais pas. L'album include anche un opuscolo di quaranta pagine in un doppio digipack. Comprende due testi inediti di Goldman, uno del 1995 per il lancio dell'album, e l'altro appositamente per   D'eux – 15ème Anniversaire Edition.

## Tracce

### D'eux
1. Pour que tu m'aimes encore – 4:15 (Jean-Jacques Goldman)
2. Le ballet – 4:26 (Goldman)
3. Regarde-moi – 3:57 (Goldman)
4. Je sais pas – 4:34 (Goldman, J. Kapler)
5. La mémoire d'Abraham – 3:50 (Goldman)
6. Cherche encore – 3:25 (Erick Benzi)
7. Destin – 4:15 (Goldman)
8. Les derniers seront les premiers – 3:33 (Goldman)
9. J'irai où tu iras (feat. Jean-Jacques Goldman) – 3:27 (Goldman)
10. J'attendais – 4:24 (Goldman)
11. Prière païenne – 4:11 (Goldman)
12. Vole – 2:58 (Goldman)

### D'eux– 15ème Anniversaire Edition
Questa ri-edizione dell'album D'eux celebra il quindicesimo anniversario dalla sua pubblicazione e contiene oltre alle 12 tracce originali, altre cinque in versione demo.
1. Pour que tu m'aimes encore (demo version) – 3:59 (Goldman)
2. Le ballet (demo version) – 2:57 (Goldman)
3. J'irai où tu iras (feat. Jean-Jacques Goldman) (demo version) (Goldman)
4. Vole (playback only version) – 2:54 (Goldman)
5. Pour que tu m'aimes encore (playback only version) – 4:19 (Goldman)

### D'eux– 15ème Anniversaire Edition (DVD)
Il DVD di D'eux – 15ème Anniversaire Edition contiene uno speciale televisivo dedicato all'album di Céline Dion, condotto da Sonia Benezra e diretto da Jean Lamoureux, due videoclip musicali (Pour que tu m'aimes encore diretto da Michel Meyer; Je sais pas diretto da Greg Masuak) e due videoclip estratti dal DVD Live à Paris, registrazione del concerto tenutosi a Parigi nell'ottobre 1995 e diretto da Gérard Pullicino. 
1. Le Sonia Benezra Spécial Dimanche 1995 (TV special) – 35:40
2. Pour que tu m'aimes encore (music video) – 4:10
3. Les derniers seront les premiers (feat. Jean-Jacques Goldman) (da Live à Paris) – 3:53
4. J'attendais (da Live à Paris) – 3:26
5. Je sais pas (alternate music video) – 4:40

## Classifiche
| Paese             | Posizione massima |
| ----------------- | ----------------- |
| Austria           | 35                |
| Belgio (Fiandre)  | 1                 |
| Belgio (Vallonia) | 1                 |
| Canada            | 31                |
| Danimarca1        | 5                 |
| Europa            | 3                 |
| Finlandia         | 23                |
| Francia           | 1                 |
| Germania          | 69                |
| Giappone          | 50                |
| Italia            | 38                |
| Nuova Zelanda     | 17                |
| Paesi Bassi       | 1                 |
| Portogallo        | 2                 |
| Regno Unito       | 7                 |
| Svezia            | 9                 |
| Svizzera          | 1                 |

### Classifiche annuali
| Classifica (1995) | Posizione |
| ----------------- | --------- |
| Belgio Fiandre    | 4         |
| Belgio Vallonia   | 1         |
| Paesi Bassi       | 22        |
| Francia           | 1         |
| Svizzera          | 2         |
| Classifica (1996) | Posizione |
| Paesi Bassi       | 16        |
| Francia           | 4         |
| Svizzera          | 1         |
| Classifica (1997) | Posizione |
| Belgio Vallonia   | 36        |

### Classifiche di tutti i tempi
| Classifica      | Posizione |
| --------------- | --------- |
| Belgio Fiandre  | 38        |
| Belgio Vallonia | 6         |
| Francia         | 1         |
| Svizzera        | 44        |